# 징크스
징크스(Jinx)는 재수 없고 불길한 현상 대한 인과 관계적 믿음을 이른다. 이러한 징크스는 오랜 시간에 걸쳐 전해내려오는 집단적인 것과 개인적인 것이 있다. 집단의 구성원은 일반적으로 집단의 징크스를 자연스럽게 받아들인다.

## 참고 자료
- 이 문서에는 다음커뮤니케이션(현 카카오)에서 GFDL 또는 CC-SA 라이선스로 배포한 글로벌 세계대백과사전의 내용을 기초로 작성된 글이 포함되어 있습니다.

## 같이 보기
- 징조
- 슬럼프